# Piet Dickentman

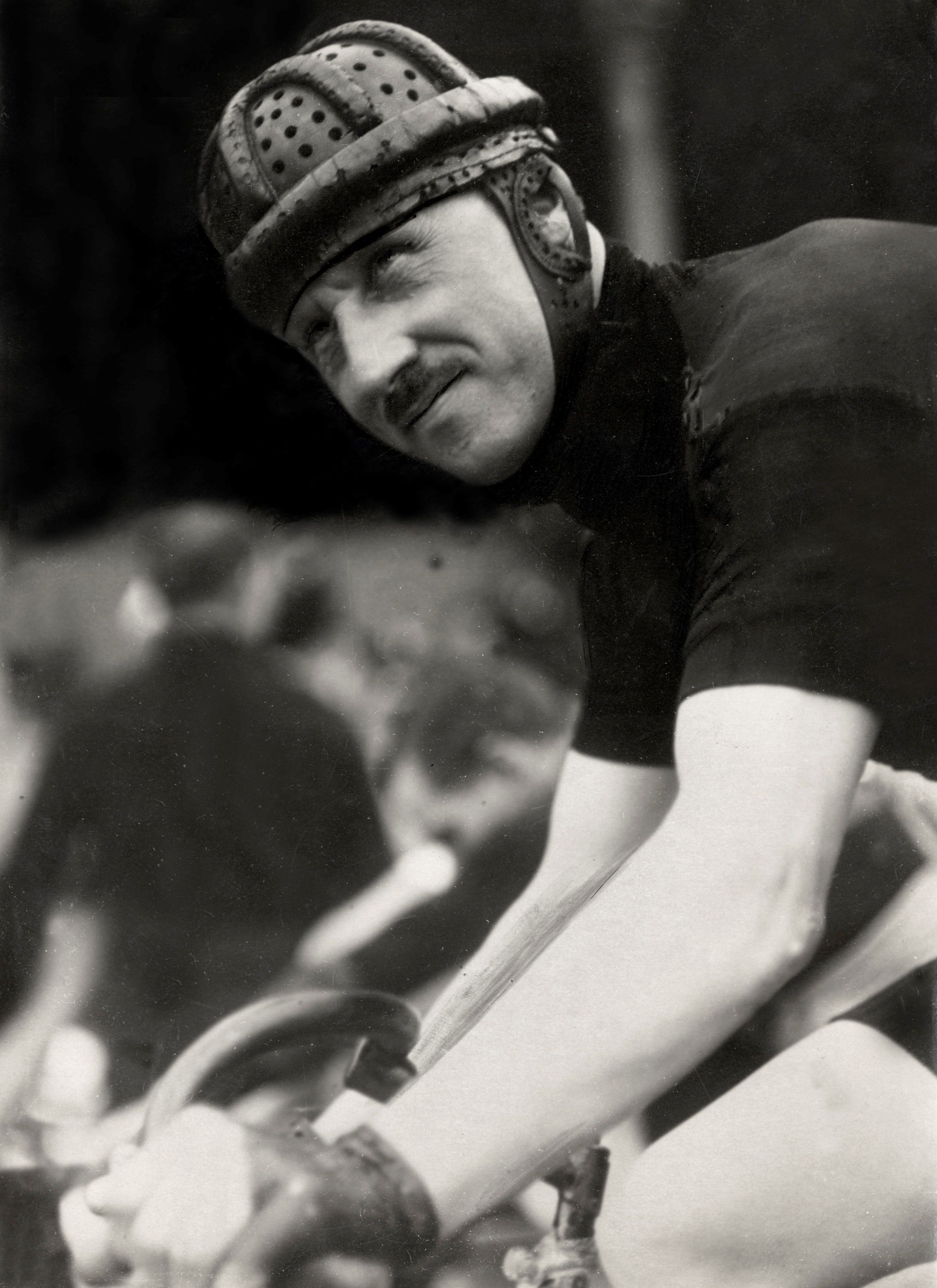
Piet Dickentman op 42-jarige leeftijd (1920)

Pieter Casper Johan Dikkentman (beter bekend als Piet Dickentman) (Amsterdam, 4 januari 1879 - aldaar, 7 oktober 1950) was een Nederlands wielrenner.

## Carrière

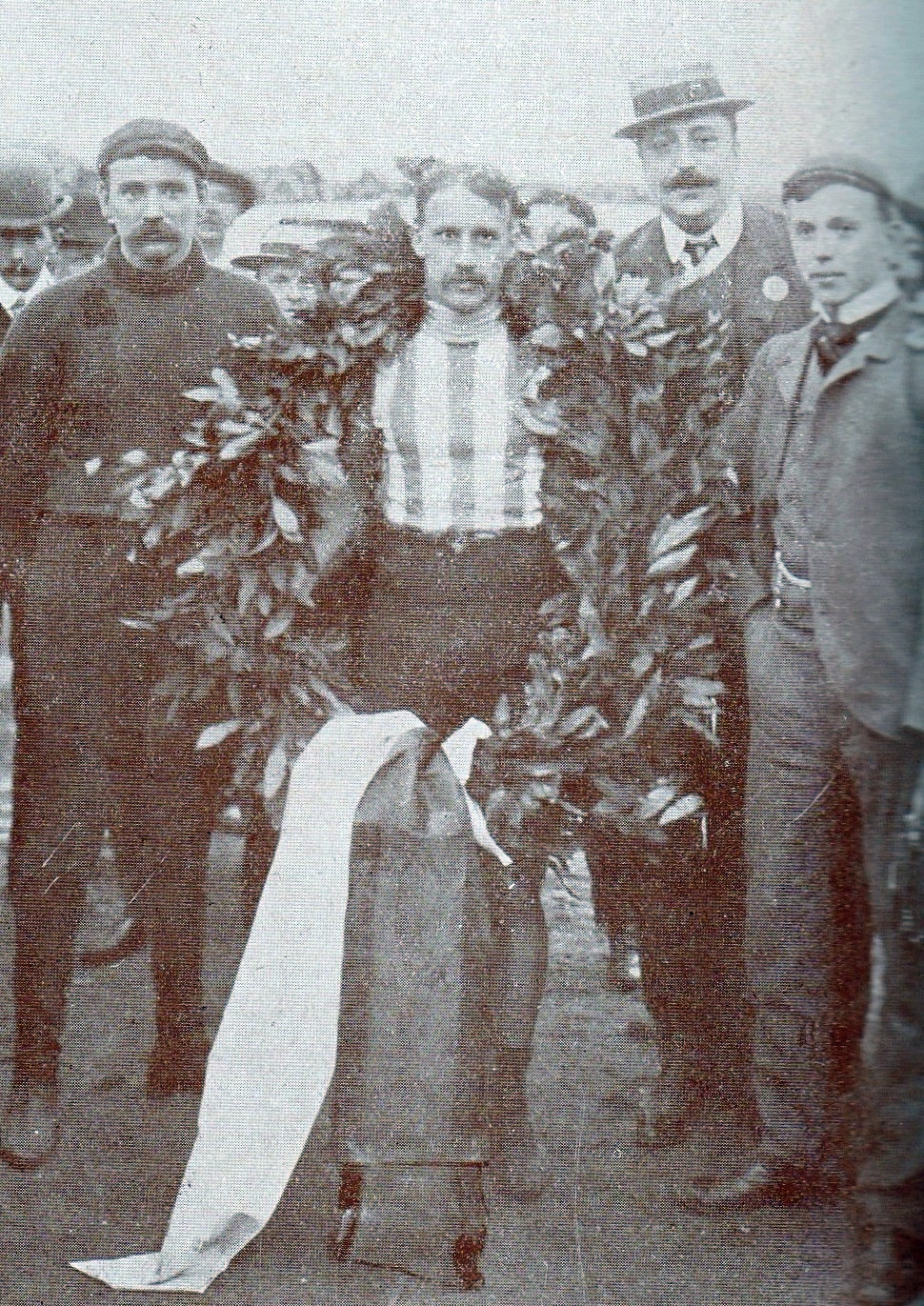
Wereldkampioen in Kopenhagen (1903).

Hij was de eerste Nederlander die bij de professionele stayers de wereldtop bereikte. Hij werd prof in 1900 en werd prompt Europees kampioen. In 1903 werd hij wereldkampioen. Omdat hij vooral in Duitsland reed kwam hij daarna zelden in actie bij het Nederlands kampioenschap, waardoor hij ook niet vaak werd afgevaardigd naar de wereldkampioenschappen baanwielrennen.
Dickentman was een van de eerste Nederlanders die van de sport konden leven. Hij beleefde twee uitzonderlijke jaren: in 1906 en 1910 won hij alle wedstrijden waar hij aan meedeed. Hij beëindigde zijn wielercarrière pas in 1928, in het gloednieuwe Olympisch Stadion van Amsterdam. Daarna werd hij gangmaker, maar dat werd geen succes. Ook had hij een rijwielzaak in Amsterdam.

## Belangrijkste overwinningen
1900
Europees kampioen stayeren, Elite
1903
 Wereldkampioen stayeren, Elite
- Biografisch Portaal: 45515400
- Nederlandse Thesaurus van Auteursnamen: 322822378
- Virtual International Authority File: 284916825